# Печений Михайло Федорович

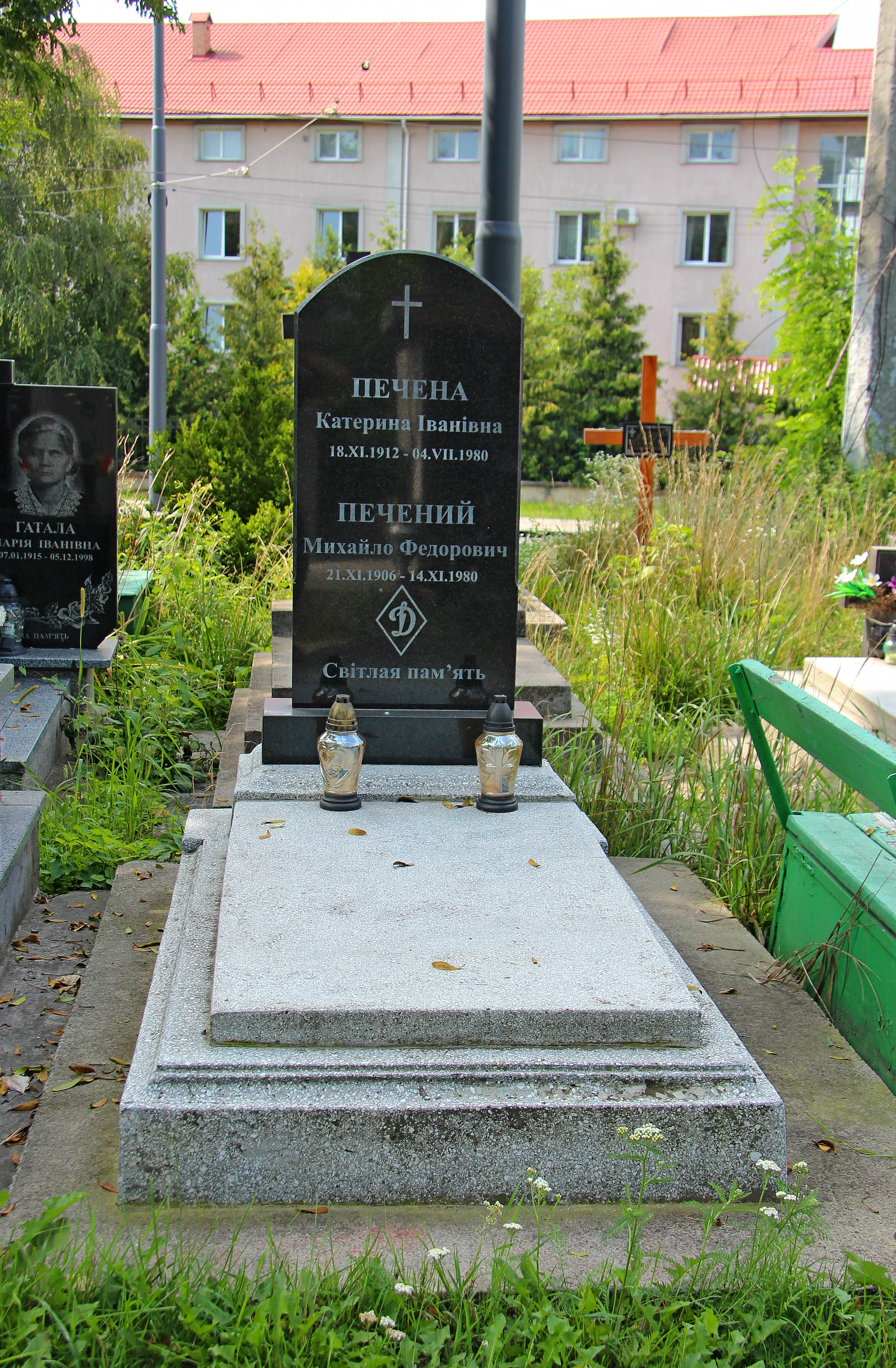

Михайло Федорович Печений (8 листопада (21 листопада) 1906, Миколаїв — 14 листопада 1980, Львів) — радянський футболіст, тренер і спортивний арбітр,  Заслужений тренер УРСР (1961), суддя республіканської категорії.

## Футбольна біографія

Київське «Динамо» перед матчем із дніпропетровським. Зліва направо: Пржепольський, Сердюк, Бардадим, Малхасов, Синиця, Тютчев, Піонтковський, Печений, Бланк, Денисов, Ідзковський

### Кар'єра гравця
У футбол Михайло починав грати у рідному Миколаєві, беручи участь у дворових баталіях. На початку 1920-х років вуличні команди почали об'єднуватися за територіальним принципом. В одній з таких команд, що отримала гучну назву «Гладіатор», грав і Печений. Незабаром миколаївський окрвиконком прийняв спеціальну постанову про залучення молоді в спортклуби, після чого Михайло з товаришами почали грати за створений миколаївський спортивний клуб. З 1923 року грає за місцеву команду «Желдор», а в 1927–1928 роках за «Райком металістів».
У 1929 році талановитого нападника запрошує в тифліське «Динамо» відомий футболіст і тренер Ассір Гальперін. Втім надовго затриматися в грузинській команді лівому крайньому нападнику не судилося, вже в травні Печений перебирається в «Динамо» київське, де Михайло грав до липня 1933 року. 14 вересня 1929 нападник став учасником першого в історії київського «Динамо» міжнародного матчу, зіграного киянами проти робочої команди Нижньої Австрії. Поєдинок завершився поразкою динамівців з рахунком 3:4, а Михайло Печений в цьому матчі відзначився забитим голом.
З липня 1933 року Михайло виступав за одеське «Динамо», а в 1934–1936 роках був гравцем команди «Динамо» (Горький).
Завершив ігрову кар'єру в київському «Спартаку», де протягом 1937 року був граючим тренером команди.

### Збірні
У 1926–1928 роках Печений виступає за збірну міста, яка вважалася однією з найсильніших команд півдня країни. У цей період миколаївці беруть участь у республіканських турнірах і спартакіадах, де займають призові місця. У травні 1928 року збірну Миколаєва запрошують на товариські матчі в Ленінград і Москву, де команда і її гравці добре себе зарекомендували. Програвши в першому матчі збірній Ленінграда 2:3, в другій вони з великим рахунком перемогли збірну Москви, яку представляли футболісти столичного «Харчовика». У тому ж році Михайло Печений взяв участь у першому міжнародному матчі миколаївців проти збірної робочого спортивного союзу Фінляндії — команди «ТУЛ». Поєдинок завершився перемогою радянського колективу з рахунком 3:1. Відзначився в цьому матчі і Михайло, забивши гол з пенальті.
З 1927 по 1933 роки Печений входив до складу збірної УРСР, а в 1929–1933 роках також був гравцем збірної Києва. У 1929 році входив до складу всесоюзної збірної ПСО «Динамо». У 1927 році був включений до списку збірної СРСР-2.

### Кар'єра тренера
У 1939 році Михайло Федорович призначається старшим тренером київського «Динамо». Але істотних успіхів у грі і турнірному становищі команди домогтися не зміг, двічі поспіль кияни фінішували на 8 місці, і в кінці сезону 1940 року, Печеного на тренерському містку змінив, викликаний з Ленінграда Михайло Бутусов.
З початком Другої світової війни Печений опинився в евакуації в Казахстані, в 1942–1943 роках тренував динамівську команду з Алма-Ати. Після війни повернувся на Україну, де в 1945–1947 роках тренував львівський «Спартак». Надалі залишився жити у Львові, працював тренером дитячо-юнацьких команд.
Помер у Львові , похований на полі 7а Янівського цвинтаря.

## Досягнення
- Срібний призер  чемпіонату УРСР: 1927
- Бронзовий призер  чемпіонату УРСР: 1928
- У списках «44 найкращих» в СРСР: (№ 3-1928)
- У списках «33 найкращих» в СРСР: (№ 3-1930)